# Бранислав Платиша
Бранислав Платиша (Сомбор, 14. јун 1957) српски и југословенски је позоришни, телевизијски, филмски и гласовни глумац.

## Биографија
Бранислав Платиша је рођен 14. јуна 1957. године у Сомбору од мајке Марије и оца Николе. Глумом је почео да се бави аматерски још у  основној школи, након чега се у средњој школи придружио драмској секцији КУД „Владимир Назор”. Прву професионалну улогу остварио је у средњој школи учествовањем у представи „Покондирена тиква”. У свом родном граду је 1976. године завршио Гимназију Вељко Петровић. Глуму је уписао на Факултету драмских уметности Универзитета уметности у Београду у класи професорке Огњенке Милићевић, а дипломирао је 1980. године у класи професора Владимира Владе Јевтовића.
Стални је члан Позоришта „Бошко Буха” Београд, у којем игра од 1978. године. Најпознатији је по улози водитеља дечије емисије „Књига је да се чита“, која се 1980-их година емитовала у оквиру школског програма Телевизије Београд. Бави се синхронизацијом филмова и серија за студије Басивити, Блу хаус, Вочаут, Голд диги нет, Лаудворкс, Ливада Београд, Моби, Студио, Соло, Синкер медија, Хаски и Хепи кидс.

## Филмографија
| Год.       | Назив                        | Улога                 |
| ---------- | ---------------------------- | --------------------- |
| 1981.      | Светозар Марковић            | Милован Глишић        |
| 1981.      | Седам секретара СКОЈ-а       |                       |
| 1988.      | Нека чудна земља             | Виолиниста            |
| 1991.      | Апис                         | Велимир Вемић         |
| 1993.      | Театар у Срба                | Јован Стерија Поповић |
| 2002.      | Брег чежње                   |                       |
| 2002.      | Ходник великог хотела        |                       |
| 2004-2005. | Смешне и друге приче         |                       |
| 2007.      | Бора под окупацијом          |                       |
| 2007.      | Милан                        | отац                  |
| 2008.      | Биро за изгубљене ствари     | Магијев отац          |
| 2008.      | Последња аудијенција         | Јован Авакумовић      |
| 2009.      | Неки чудни људи              | Сељак Милосав         |
| 2009.      | Бела лађа                    | лекар                 |
| 2011.      | Певај, брате!                | Професор Теофиловић   |
| 2016.      | Андрија и Анђелка            | човек на терапији     |
| 2016.      | Уочи Божића                  |                       |
| 2017.      | Као на филму                 | Дико                  |
| 2017.      | Нигде                        | Свештеник             |
| 2018.      | Масирање шунке               |                       |
| 2018.      | Комшије                      | Бора                  |
| 2019.      | Погрешан човек               | Доктор Лајковић       |
| 2019.      | Шербет                       | Душан                 |
| 2020.      | Златни век- 100 година опере | Анономни критичар     |
| 2020.      | Калуп                        | Драгаш                |
| 2020.      | Југословенка                 |                       |
| 2020.      | 12 речи                      |                       |
| 2021.      | Тајне винове лозе            | управник позоришта    |
| 2021.      | Авионџије                    | Геи деда              |
| 2021.      | Еуфорија (филм)              | продуцент рекламе     |
| 2021.      | Лако је Ралету               |                       |
| 2023.      | Време смрти                  | прецедавајући         |
| 2024.      | Мирис свеже фарбе            |                       |

## Улоге у синхронизацијама
| Година     | Наслов                                             | Улога                                                                                           |
| ---------- | -------------------------------------------------- | ----------------------------------------------------------------------------------------------- |
| 2008.      | Медведићи                                          | Зами, Краљ Грегор                                                                               |
| 2008-2014. | Наруто                                             | Хирузен Сарутоби (епизоде 1-54), Џираија                                                        |
| 2008-2009. | Трактор Том                                        | Приповедач                                                                                      |
| 2008.      | У ноћној башти                                     | Приповедач                                                                                      |
| 2009.      | Бабар                                              | Бабар                                                                                           |
| 2009.      | Покахонтас (ТВ синх.)                              | Бен, Кеката                                                                                     |
| 2009.      | У потрази за Немом (ТВ синх.)                      | Марлин                                                                                          |
| 2009.      | Херкул                                             | Амфитрион, Стари Тебљанин, Приповедач                                                           |
| 2010.      | Спид Рејсер: Следећа генерација                    | Зајл Зазик                                                                                      |
| 2010.      | Механичка дружина                                  | Стопалко                                                                                        |
| 2010.      | Покемон хероји: Латиос и Латиас                    | Лоренцо                                                                                         |
| 2010.      | Прича о играчкама (званична синх.)                 | Господин Кромпироглави                                                                          |
| 2010.      | Прича о играчкама 2                                | Господин Кромпироглави                                                                          |
| 2010.      | Прича о играчкама 3                                | Господин Кромпироглави                                                                          |
| 2011-2012. | Бакуган                                            | Нурзак, Сабатор, Рубаноид                                                                       |
| 2011-2014. | Ајронмен: Оклопне пустоловине                      | Контролор, Генерал Рос, Магнето, Гроф Нефарија, Професор Абрахам Клајн, Модок                   |
| 2011.      | Досије пиленце                                     | Бак Кљуц                                                                                        |
| 2011.      | Звонар Богородичине цркве                          | Клод Фроло, Лаверн                                                                              |
| 2011.      | Квантум Рајко                                      | Гвозден                                                                                         |
| 2011-2018. | Лего Нинџаго (С1-7)                                | Сенсеј Ву, Надакан                                                                              |
| 2011.      | Поље лала                                          | разни ликови                                                                                    |
| 2012.      | Аутомобили                                         | Сарџ, Дерел Картрип, Фред                                                                       |
| 2012.      | Волтрон сила                                       | Коран, Краљ Алфор, Сипат                                                                        |
| 2012.      | Хаотик                                             | Надјарин, Ванблут итд.                                                                          |
| 2012.      | Пепељуга                                           | Краљ                                                                                            |
| 2012.      | Храбра Мерида                                      | Лорд Дингвал                                                                                    |
| 2013.      | Инвазија Рабида                                    | додатни гласови                                                                                 |
| 2013.      | Биг тајм раш                                       | Буч Хартман                                                                                     |
| 2013.      | Свет речи                                          | Приповедач, Робот, Корњача                                                                      |
| 2013.      | Аватар: Легенда о Кори                             | Буми (сезоне 2-4), Хироши Сато (сезона 4)                                                       |
| 2013.      | Ај Карли                                           | додатни гласови                                                                                 |
| 2013.      | Залеђено краљевство                                | Паби                                                                                            |
| 2013-2016. | Кунг фу панда: Легенде о феноментастичном          | Шифу (сезона 2-3)                                                                               |
| 2013.      | Млади мутанти нинџа корњаче (2012)                 | Хо Чан (С2), Хамато Јута, Генерал Грифин                                                        |
| 2013-2017. | Патролне шапе                                      | Гроф од Лавежбурга, Отис Гудвеј; Градоначелник Хамдингер (С4Е14-17), господин Портер (С1Е20-25) |
| 2013.      | Супершпијунке (Голд диги нет)                      | Џери                                                                                            |
| 2013.      | Водени свет малих гупија                           | разни ликови                                                                                    |
| 2014-2017. | Дора и пријатељи                                   | Градоначелник (неке епизоде), Мргудић итд.                                                      |
| 2014.      | Авиони 2: Храбри ватрогасци                        | Харви                                                                                           |
| 2014.      | Кошница                                            | Лорд Меденовски                                                                                 |
| 2014.      | Мали вук                                           | Директор, Дека                                                                                  |
| 2014.      | Ники Дус                                           | Ујка Френки                                                                                     |
| 2014.      | Сем и Кет                                          | додатни гласови                                                                                 |
| 2014.      | Тандерменови                                       | Мајк Злоћко, Кинг Краба, Теодор ЛаКроа                                                          |
| 2014.      | Хенри Опасност                                     | Губа Гуч                                                                                        |
| 2015-2017. | Литл чармерс                                       | Деда Мраз                                                                                       |
| 2015.      | Петсон и Финдус (серијал филмова)                  | Петсон                                                                                          |
| 2015.      | Шашаво крстарење                                   | Шведски шеф кухиње                                                                              |
| 2015.      | Бела и Булдози                                     | Мек Скали, господин Дејвис                                                                      |
| 2015.      | Лудо крстарење                                     | Шведски шеф кухиње                                                                              |
| 2015.      | Малци                                              | Волтер Нелсон                                                                                   |
| 2015-2018. | Ники, Рики, Дики и Дон                             | Господин Декстер                                                                                |
| 2015.      | Петсон и Финдус                                    | Петсон                                                                                          |
| 2015.      | Семи и пријатељи                                   | Биг Бос, Лулу итд.                                                                              |
| 2015.      | Авантуре Џимија Неутрона                           | Деда Мраз                                                                                       |
| 2016.      | Алвин и веверице (2015)                            | Господин Чарлс, наредник Данијел Допкинс, Сесил Купер итд.                                      |
| 2016.      | Можда јеси, можда ниси вампир                      | Барон фон Сјајни                                                                                |
| 2016.      | Ухвати Ритам бенд шпијуна                          | Деда Мраз                                                                                       |
| 2016.      | Живот и авантуре Деда Мраза                        | Ак                                                                                              |
| 2016.      | Кућа Бука                                          | Дека                                                                                            |
| 2016.      | Или јеси или ниси вампир                           | Барон фон Сјајни                                                                                |
| 2016.      | Развали игру                                       | Кензин дека, Др Лоеб                                                                            |
| 2016-2017. | Софија Прва (сезоне 1-2)                           | Гудвин Велики, Најџел, Цар Куон, Босвел, Чворко, Професор Попов, Лорд Гилберт, Ватрени          |
| 2016.      | Тролови (2016)                                     | Краљ Пепи                                                                                       |
| 2016.      | Харви Кљунић                                       | Деда Ејден, Жан Лук итд.                                                                        |
| 2016.      | У потрази за Дори                                  | Марлин                                                                                          |
| 2016.      | Блејз и чудовишне машине                           | Шеф ватрогасаца, Бели витез, Деда Мраз; Браникслав (сем у С5Е17-19, С6Е8)                       |
| 2017.      | Бансен је звер                                     | Грент Слем, Деда Мраз                                                                           |
| 2017-2018. | Нела — витешка принцеза                            | Деда Мраз итд.                                                                                  |
| 2017-2020. | Тата-мата Расти                                    | Господин Хигинс                                                                                 |
| 2017.      | Ускршњи зека: Чувар златног јајета                 | Коста                                                                                           |
| 2017.      | Воликазам                                          | Стен из Мочваре                                                                                 |
| 2017.      | Коко                                               | Дон Идалго, Радник у обезбеђењу                                                                 |
| 2017.      | Лего Нексо витезови                                | Мерлок Магични / Мерлок 2.0, генерал Магмар, Тата Аксел; Роџер Чистач, Џокер Најтли (сезона 1)  |
| 2017.      | Лепотица и звер (2017)                             | Жан Чајник                                                                                      |
| 2017.      | Мали шеф                                           | Френсис Френсис                                                                                 |
| 2017.      | Прича о играчкама из давних времена                | Господин Кромпироглави                                                                          |
| 2017.      | Ригл акедеми                                       | Тренер Звер, Деда Мраз                                                                          |
| 2017.      | Светлуцава и Сјајна                                | Дух Жељопер                                                                                     |
| 2017.      | Страшна прича о играчкама                          | Господин Кромпироглави                                                                          |
| 2017.      | Сунђер Боб Коцкалоне (Голд диги нет, ТВ синх.)     | Кеба Краба (неке епизоде)                                                                       |
| 2018.      | Кремпитићи                                         | Тата (Е28-30)                                                                                   |
| 2018.      | Цеца Переца                                        | Господин Поточић                                                                                |
| 2018.      | Мистерија породице Хантер                          | Туриста (01x02), Пит                                                                            |
| 2018.      | Принцеза и змај                                    | Драгољуб, приповедач                                                                            |
| 2018.      | Тата у бегу                                        | Берни, Мајор                                                                                    |
| 2018.      | Тролхантерс Гиљерма дел Тора                       | Булар                                                                                           |
| 2018.      | Уздизање нинџа корњача                             | додатни гласови                                                                                 |
| 2018.      | Хеј, Арнолде! Закон џунгле                         | Дека Фил                                                                                        |
| 2018.      | Чета витезова                                      | Маћио                                                                                           |
| 2018.      | Бекство из библиотеке господина Лемончела          | Господин Луиђи Лемончело                                                                        |
| 2018.      | Живот Стенлијевих                                  | Леонард Стенли                                                                                  |
| 2018.      | Инстант мама                                       | Френклин Тарнер                                                                                 |
| 2018.      | Лео да Винчи: Мисија Мона Лиза                     | Главни пират                                                                                    |
| 2018.      | Миракулус: Авантуре Бубамаре и Црног Мачора        | Мајстор Фу (сезона 1), Деда Мраз                                                                |
| 2018.      | Мистерија породице Хантер                          | Туриста (2. епизода), Пит                                                                       |
| 2018.      | Невиђени 2                                         | Градоначелник                                                                                   |
| 2018.      | Ралф растура интернет                              | Тепер                                                                                           |
| 2018.      | Си дед ран                                         | Берни, Мајор                                                                                    |
| 2018.      | Хеј, Арнолде! Закон џунгле                         | Дека Фил                                                                                        |
| 2018.      | Чета витезова                                      | Маћио                                                                                           |
| 2018.      | Школа рока                                         | Ерикин тата                                                                                     |
| 2019.      | Аладин (2019)                                      | Султан                                                                                          |
| 2019.      | Залеђено краљевство 2                              | Паби                                                                                            |
| 2019.      | Краљ лавова (2019)                                 | Рафики                                                                                          |
| 2019.      | Ману муња                                          | Тата                                                                                            |
| 2019.      | Покахонтас (званична синх.)                        | Бен                                                                                             |
| 2019.      | Прича о играчкама 4                                | Господин Кромпироглави                                                                          |
| 2019.      | Снежана и седам патуљака                           | Кијавко                                                                                         |
| 2019.      | Срећко                                             | Хери Хулихан                                                                                    |
| 2019.      | У потрази за Немом (званична синх.)                | Марлин                                                                                          |
| 2019.      | Апћиха!                                            | додатни гласови                                                                                 |
| 2020.      | Дулитл                                             | Лорд Беџли                                                                                      |
| 2020.      | Златокоса и разбојник: Серија                      | Гзавијер, Лажни Ђовани                                                                          |
| 2020.      | Лило и Стич: Серија (званична синх.)               | Џамба Џукиба                                                                                    |
| 2020.      | Ратови звезда: Ратови клонова (2008)               | Мар Тук, Носор Рај, додатни гласови                                                             |
| 2020.      | Прстохват магије                                   | Вили Томпсон                                                                                    |
| 2020.      | Бејблејд бурст: Уздизање                           | Танго Корју                                                                                     |
| 2020.      | Гамболов чудесни свет                              | Господин Робинсон, додатни гласови                                                              |
| 2020.      | Бен Тен (2016) (Синкер медија)                     | Механичар                                                                                       |
| 2020.      | Дугастично-лептираста једнорог-маца                | Краљ Ледоломац                                                                                  |
| 2020.      | Дулитл                                             | Лорд Беџли                                                                                      |
| 2020.      | Капетан Сабљозуби и магични дијамант               | Капетан Сабљозуби                                                                               |
| 2020.      | Лего: Градска посла                                | Сем Седи (С2Е6-С3), Рејчел Елизабет Фендрих                                                     |
| 2020.      | Леси се враћа кући (2020)                          | Гроф фон Шпренгел                                                                               |
| 2020.      | Прстохват магије                                   | Вили Томпсон                                                                                    |
| 2020.      | Скуби-Ду је то и погоди још ко                     | Бил, Морган Фриман, Алекс Требек, додатни гласови                                               |
| 2020.      | Тролови: Светска турнеја                           | Краљ Пепи                                                                                       |
| 2020.      | Плашите ли се мрака                                | додатни гласови                                                                                 |
| 2020.      | Шпијунци                                           | Гил Левински                                                                                    |
| 2021.      | Душа                                               | Саветник Џери В                                                                                 |
| 2021.      | Лука                                               | Томасо                                                                                          |
| 2021.      | Бебе ајкуле                                        | Дека                                                                                            |
| 2021.      | Време је за авантуру: Далеке земље                 | додатни гласови                                                                                 |
| 2021.      | Голдина стара гарда                                | Теренс                                                                                          |
| 2021.      | Зец Петар: Скок у авантуру                         | Бркати Сем                                                                                      |
| 2021.      | Кебино дечије одмаралиште                          | Кеба Краба                                                                                      |
| 2021.      | Лего Нинџаго (сезона 14)                           | Сенсеј Ву                                                                                       |
| 2021.      | Мали шеф: Породични бизнис                         | Визи                                                                                            |
| 2021.      | Меда са севера 2: Кључеви краљевства               | Градоначелник                                                                                   |
| 2021.      | Режање громо-мачака                                | Краљ Клаудије, Бандан, Хачиман итд.                                                             |
| 2021.      | Сантијаго од мора                                  | Абуело                                                                                          |
| 2021.      | Патролне шапе: Брз лет у спас                      | Гроф од Лавежбурга                                                                              |
| 2022.      | Нинџаго: Острво                                    | Сенсеј Ву                                                                                       |
| 2022.      | Суперкњига                                         | Петар                                                                                           |
| 2022.      | Школа магичних животиња                            |                                                                                                 |
| 2022.      | Вафл — чудо од пса (Голд диги нет)                 | Господин Вилоу                                                                                  |
| 2022.      | Шоу Патрика Звезде                                 | Деда Пат                                                                                        |
| 2022.      | Ники Велики (ТВ серија)                            | Капетан крстарице, додатни гласови                                                              |
| 2022.      | Невероватни Морис                                  |                                                                                                 |
| 2022.      | Шапе гнева: Легенда о Хенку                        |                                                                                                 |
| 2022.      | Стар трек: Протозвезда                             | Едвард Џелико                                                                                   |
| 2022.      | Божић куће Бука                                    | Алберт                                                                                          |
| 2022.      | Астронаути                                         | додатни гласови                                                                                 |
| 2022.      | Ловци на Деда Мраза                                | Деда                                                                                            |
| 2023.      | Моја вила шепртља                                  |                                                                                                 |
| 2023.      | Супер Марио браћа: Филм                            | Кренки Конг                                                                                     |
| 2023.      | Стварна кућа Бука                                  | Бад Гунђалић                                                                                    |
| 2023.      | Жабац и другари                                    | Јаза                                                                                            |
| 2023.      | Тролови: Бенд на окупу                             | додатни гласови                                                                                 |
| 2024.      | Миракулус филм: Пустоловине Бубамаре и Црног Мачка | Мајстор Фу                                                                                      |
| 2024.      | Било једном у студију                              | Мерлин, Рафики                                                                                  |
| 2024.      | Муфаса — краљ лавова                               | Рафики                                                                                          |